# Spilosoma pellucida
Spilosoma pellucida là một loài bướm đêm thuộc phân họ Arctiinae, họ Erebidae.